# Башкирська Чумаза
Башкирська Чумаза́ (рос. Башкирская Чумаза, башк. Башҡорт Самаҙыһы) — присілок у складі Зіанчуринського району Башкортостану, Росія. Входить до складу Абзановської сільської ради.
Населення — 404 особи (2010; 481 в 2002).
Національний склад:
- башкири — 98%